# D'You Know What I Mean?
Singles de Oasis
Champagne Supernova
(1996) Stand by Me
(1997)
Pistes de Be Here Now
My Big Mouth
D'You Know What I Mean? est un single du groupe de rock anglais Oasis qui ouvre leur troisième album Be Here Now. Vendu à 162 000 exemplaires le jour de sa sortie et à 370 000 à la fin de la première semaine, ce single a rapidement atteint la tête des charts internationaux, mais surtout la première place du UK Singles Chart. Aujourd'hui encore, il reste l'un des titres les plus connus du groupe, à l'image de Wonderwall ou Supersonic.
On peut d'ailleurs noter que les accords des couplets et des refrains sont les mêmes que ceux de Wonderwall (F#m7/A/Esus4/Bsus4), et que des samples de roulement de tambour du groupe N.W.A. sont utilisés.
Le passage "I met my maker I made him cry - And on my shoulder he asked me why - His people won't fly through the storm - I said "Listen up man, they don't even know you're born"" fait référence à Thomas Gallagher, le père des deux frères, qui les violenta souvent durant leur enfance.

## Vidéo
Le clip promotionnel de la chanson, tourné a Beckton Gas Works (Londres), présente le groupe en train de pratiquer sur un terrain vague. Débarqués par des hélicoptères militaires, ils sont ensuite rejoints par plusieurs groupes de spectateurs munis de fumigènes.
Les hélicoptères utilisés ne sont en fait qu'au nombre de deux (des Lynx 'AH.7s' et 'AH.7(DAS)' de l'armée britannique), mais les angles de camera ainsi que des modifications informatiques donnent l'impression qu'une nuée d'appareils participent au tournage.
La mise en scène de ces engins militaires a d'ailleurs créé une polémique[réf. souhaitée] ; le groupe, qui se présentait comme antimilitariste, fut accusé[Par qui ?] d'hypocrisie. Oasis revint sur cette ambiguïté en 2002, exigeant que l'armée britannique modifie une de ses vidéos de recrutement utilisant comme bande-son le titre Morning Glory, montrant ainsi son refus de coopérer avec des militaires.

## Pistes
CD
1. D'You Know What I Mean? - 7:22
2. Stay Young - 5:06
3. Angel Child (demo) - 4:28
4. "Heroes" (David Bowie/Brian Eno)- 4:09

7" vinyle
1. D'You Know What I Mean? - 7:22
2. Stay Young - 5:06

12" vinyle
1. D'You Know What I Mean? - 7:22
2. Stay Young - 5:06
3. Angel Child (demo) - 4:28

Cassette
1. D'You Know What I Mean? - 7:22
2. Stay Young - 5:06